# Ливанско-палестинские отношения
Ливанско-палестинские отношения — двусторонние дипломатические отношения между Ливаном и частично признанным государством Палестиной, которое включает в себя две территории: Сектор Газа и Западный берег реки Иордан.

## История
В 1948 году после окончания Арабо-израильской войны многие палестинцы были вынуждены бежать в Ливан. В 1970-х годах количество палестинских беженцев в Ливане увеличилось после Шестидневной войны и Войны на истощение. К 1987 году в Ливане проживало около 400 000 палестинцев. Палестинские беженцы со временем начали организовывать тренировочные лагеря на юге Ливана, что привело к серьезному ухудшению израильско-ливанских отношений. В итоге Организация освобождения Палестины фактически стала контролировать южную часть территории Ливана, что привело к изгнанию местного ливанского населения и прямой военной конфронтации с Израилем. Подобное поведение палестинских беженцев спровоцировало ответную реакцию христианской общины Ливана и привело эту страну к тяжелым социально-экономическим последствиям.
В 1975 году в Ливане началась Гражданская война, подразделения ополченцев-христиан напали на палестинский район в Бейруте. Палестинцы в ответ атаковали представителей христианской группировки Ливанский фронт, а также взяли под контроль ряд территорий страны. В 1982 году израильские вооружённые силы атаковали Ливан и вытеснили повстанцев из ООП с юга этой страны. Внутри Ливана палестинских переселенцев с юга страны встретили враждебно, их атаковали не только представители христиан, но и местные мусульманские боевики. В ходе этих сражений палестинцы потеряли убитыми несколько тысяч человек.
В 1989 году Ливан признал независимость Государства Палестины от Израиля. 30 ноября 2008 года между странами были установлены дипломатические отношения. В 2008 году в Ливане проживало около 400 тысяч беженцев из Палестины. В 2016 году в Ливане оставалось около 250 тысяч палестинских беженцев.